# Richard III (film, 1986)
Pour les articles homonymes, voir Richard III (homonymie).
Pour plus de détails, voir Fiche technique et Distribution.
Richard III est un film franco-suisse réalisé par Raoul Ruiz, sorti en 1986.

## Fiche technique
- Titre original : Richard III
- Pays d'origine :  France,  Suisse
- Année : 1986
- Réalisation : Raoul Ruiz
- Scénario : Raoul Ruiz
- Histoire : William Shakespeare, d'après sa pièce éponyme
- Société de production : 
  - CDNA
  - INA
  - Maison de la Culture de Grenoble
  - Ministère de la Culture
  - TSR
- Musique : Jorge Arriagada
- Photographie : Jacques Bouquin, Gérald Dumour et Jacques Gaudin
- Montage : Martine Bouquin et Rudolfo Wedeles
- Langue : français
- Format : Couleur – 1,37:1 – 16 mm
- Genre : drame
- Durée : 135 minutes
- Dates de sortie :

## Distribution
- Ariel Garcia-Valdès : Richard III
- Gilles Arbona : Le duc de Buckingham
- Marc Betton : Sir William Catesby / Édouard IV
- Philippe Morier-Genoud : La reine Margaret
- Michel Ferber : Lord Hastings
- David Bursztein: Le marquis de Dorset